# Tephritis argus
Tephritis argus är en tvåvingeart som först beskrevs av Johan Wilhelm Dalman 1823.  Tephritis argus ingår i släktet Tephritis och familjen borrflugor. Inga underarter finns listade i Catalogue of Life.